# Lucien-Victor Guirand de Scévola
Lucien-Victor Guirand de Scévola (Sète, 14 novembre 1871 – Parigi, 29 marzo 1950) è stato un pittore e disegnatore francese.
Pittore amante del pastello, diede ai suoi dipinti una tattilità setosa e vellutata, pregevolissima, che derivava dalla raffinata tecnica di cui era padrone. I suoi quadri di ispirazione simbolista sono particolarmente apprezzati. Fu pittore di fiori, di nature morte, di scene d'alcova e anche di paesaggi, ma Guirand de Scévola fece anche una solida carriera di ritrattista, eseguendo, fra molti altri, i ritratti del duca di Massa e delle duchesse di Uzès e di Brissac. Né trascurò di raffigurare le scene mondane che la moda degli anni che seguirono la guerra imponeva. È noto anche per aver inventato e realizzato la mimetizzazione o camuffamento degli apparati bellici, anche nella forma di alberi.

## Biografia
Lucien-Victor Guirand era figlio di Jean-Antoine Guirand, commesso viaggiatore e di sua moglie Catherine Mélanie Fournaire. Allievo di Fernand Cormon all'École des beaux-arts di Parigi, si specializzò nella tecnica del pastello. Espose con regolarità al "Salonx des artistes français", poi a quello della "Société nationale des beaux-arts", della quale divenne socio, membro del Comitato e infine presidente nel 1937, prendendo il posto del paesaggista André Dauchez. Fu anche membro della "Société des pastellistes de France", della quale divenne anche presidente. Nel 1903, realizzò la decorazione del "foyer" e di diversi pannelli del Théâtre Molière di Sète, inaugurata nel 1904.

Nel gennaio del 1906 Guirand sposò l'attrice francese Marie-Thérèse Piérat, nome d'arte di Marie-Thérèse Panot, della Comédie-Française. Gli "Annali del teatro e della musica" riportarono l'avvenimento e la Revue hebdomadaire di quei giorni ci racconta i dettagli della cerimonia: 
Pilastro della vita di "bohème" della "butte Montmartre" e del "Cabaret des Quat'z'Arts", in particolare con i suoi amici Charles Léandre, Louis Abel-Truchet, Abel Faivre o Adolphe Willette, Lucien-Victor Guirand de Scévola ebbe il suo atelier parigino al n.42 di rue Fontaine sino al 1910. Guirand faceva anche parte del circolo dei Mortigny, fondato da Dimitri d'Osnobichine nel 1908, che raggruppava numerosi artisti e "habitué" della vita parigina: Marcel Bain, che scrisse i 5 atti del dramma Le secret des Mortigny ou de l'honneur à la honte et vice versa, Paul Poiret, Bernard Boutet de Monvel, Georges Villa, Guy Arnoux, Joë Hamman, Bernard Boutet de Monvel, Joseph Pinchon, André Warnod, Pierre Troisgros, Jean Routier, Henri Callot, Pierre Falize, Pierre Prunier. Il circolo fu attivo sino agli anni 50.
Guirand realizzò inoltre le scene di molti spettacoli in cui sua moglie recitava e illustrò i racconti che ella pubblicò, come La galante aventure du roi Jean XV del 1928.

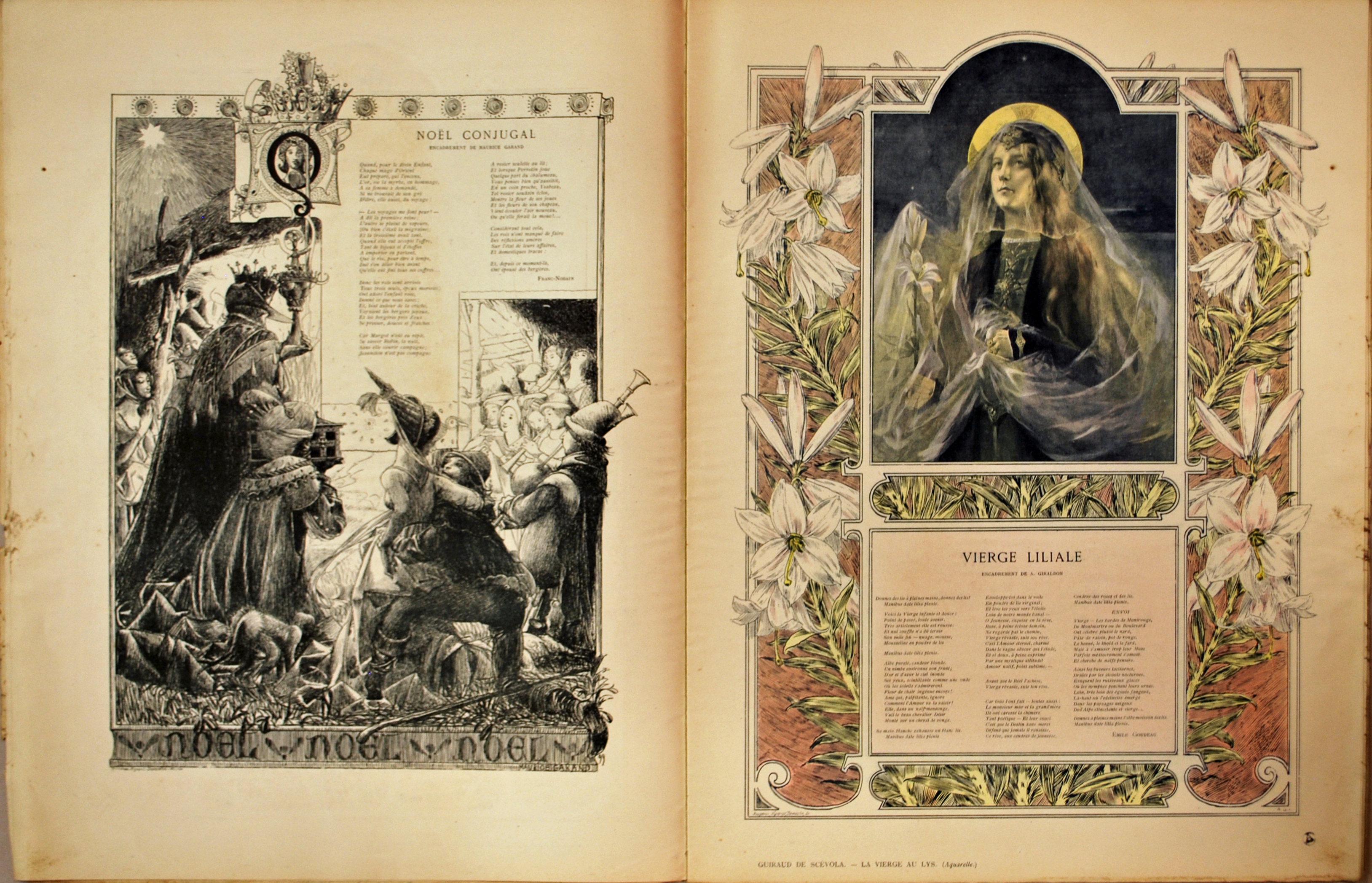
Illustrazione a dx: La vergine coi gigli

Quando era residente a Parigi in Avenue de Villier, venne nominato cavaliere della Légion d'honneur nel 1910. Venne poi promosso Ufficiale della Légion con un decreto del 26 maggio 1914.

Arruolato in artiglieria, in occasione della prima guerra mondiale, Guirand è considerato come uno degli inventori della mimetizzazione militare. Nell'autunno del 1914, assieme ad Eugène Corbin, un soldato di Nancy suo amico, e il decoratore Louis Guignot, avrebbero avuto l'idea di ricoprire i pezzi d'artiglieria con dei teloni dipinti che si confondessero col paesaggio, onde evitare la loro localizzazione da parte del nemico. I due artisti, che non si conoscevano, si rincontrarono nell'ottobre del 1914 e formarono ufficiosamente una "squadra d'arte". Ma fu Guirand de Scévola, che aveva una certa influenza nelle alte sfere, che utilizzò le sue relazioni parigine per promuovere la mimetizzazione. Forte dell'appoggio del Generale Édouard de Castelnau e dell'interesse del Presidente Raymond Poincaré, persuase l'Alto Comando dell'importanza strategica del camuffamento per i luoghi sensibili del fronte. Scrisse Guirand: 
Per questa invenzione Guirand de Scévola fu nominato Commendatore della Légion d'honneur con decreto del 30 luglio 1935.

Lucien Guirand de Scévola e sua moglie trascorsero regolarmente numerosi periodi nel castello di Montsauve à Sauveterre, nel Gard, che ella aveva ereditato da sua madre, Alice Panot, e dove accolsero molti artisti e altre personalità. Nel 1946 il Comune comprò il castello per sistemarvi le scuole e poi la sede del Municipio. Il Comune, inoltre, ricevette da Jeanne Marguerite Fournials, allieva di Guirand, un fondo di quadri realizzati dal suo maestro e che ancor oggi sono conservati nel castello.
Guirand de Scévola morì nella sua casa di Parigi il 29 marzo del 1950, a 79 anni. È stato sepolto nel cimitero di Montmartre dopo una cerimonia religiosa celebrata nella chiesa della sua parrocchia: San Francesco di Sales. Dal suo matrimonio con Marie-Thérèse Piérat non nacquero figli.

## Opere nelle collezioni pubbliche
Elenco parziale.
- Parigi, Museo d'Orsay:
  - Portrait de M.lle T.
  - Portrait de M.me Aïda Boni
- Sète, Théâtre Molière: decorazione del "foyer" e pannelli vari.
- Brest, Museo di belle arti: 
  - Portrait du sculpteur Paul-François Berthoud, tela montata su cartonforte.[6]

## Galleria d'immagini

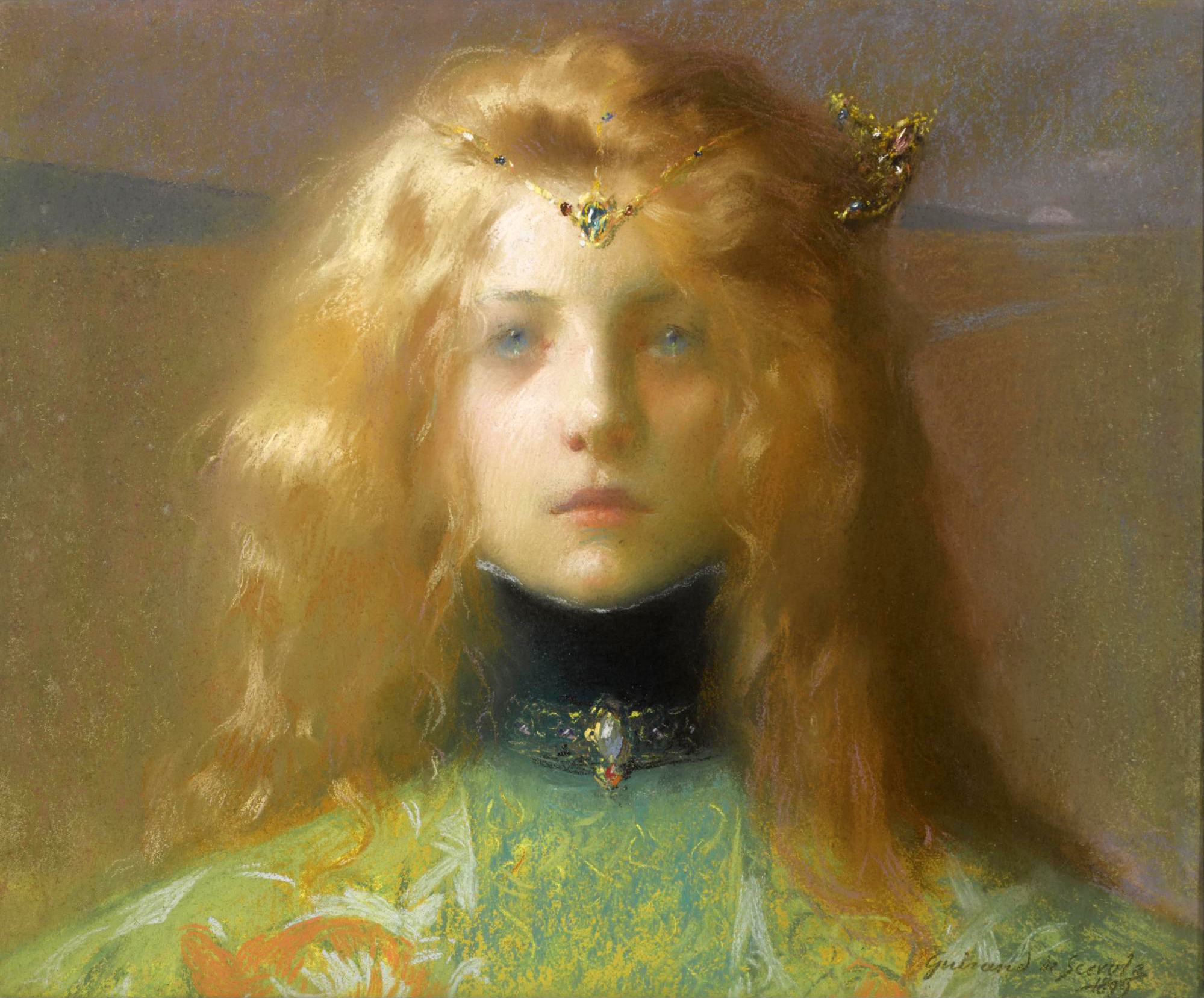
Giovane donna di fronte
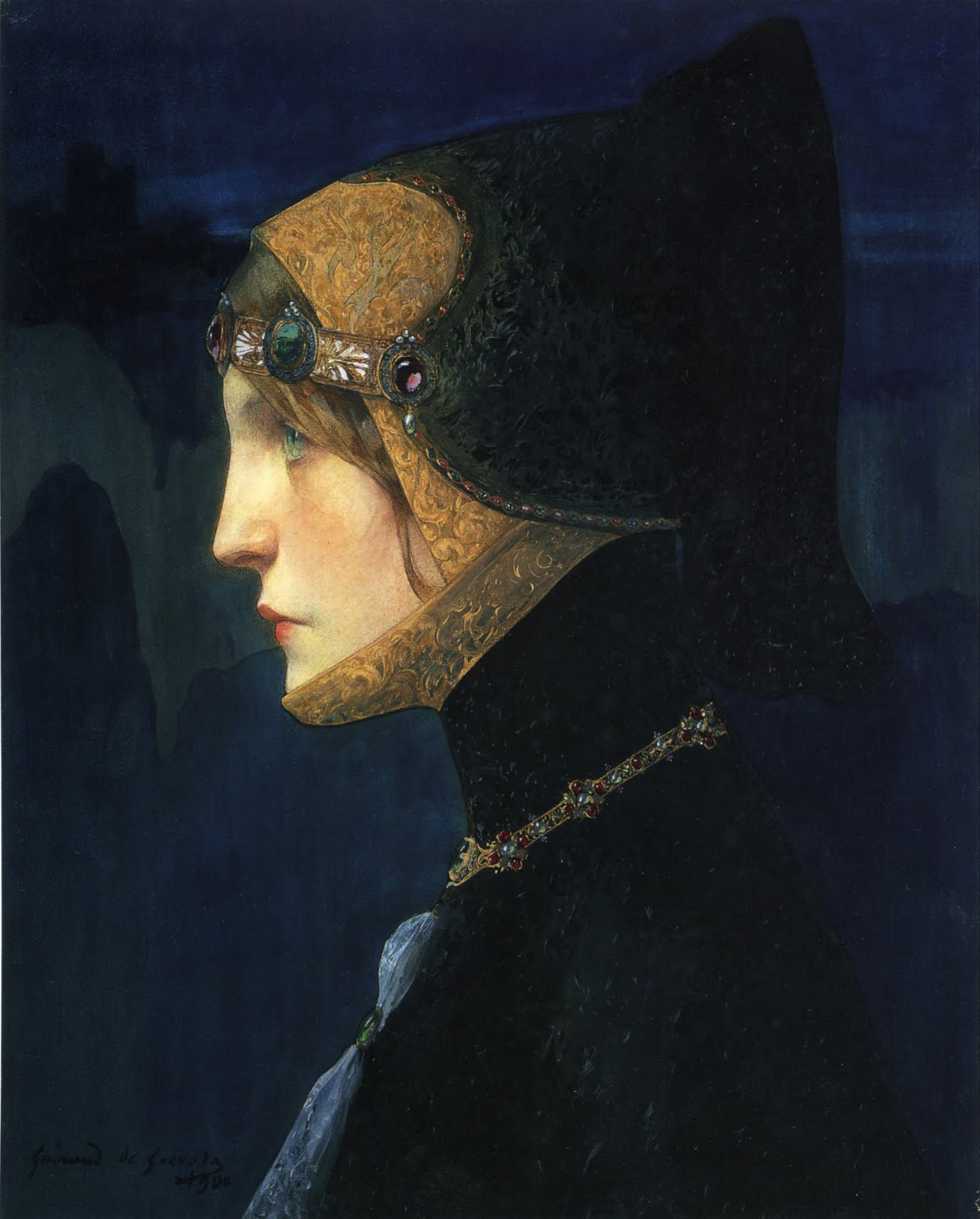
Testa di signora
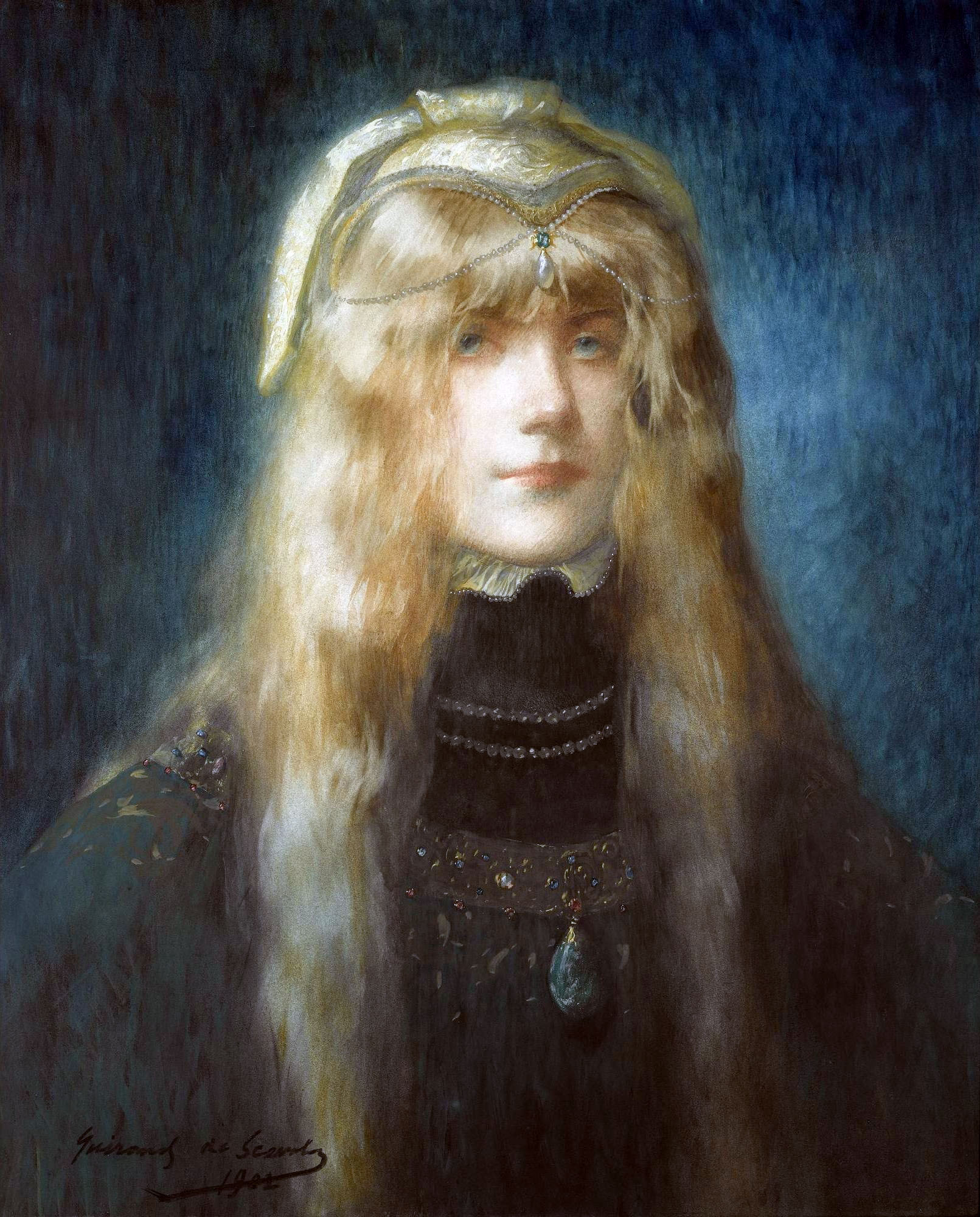
La principessa
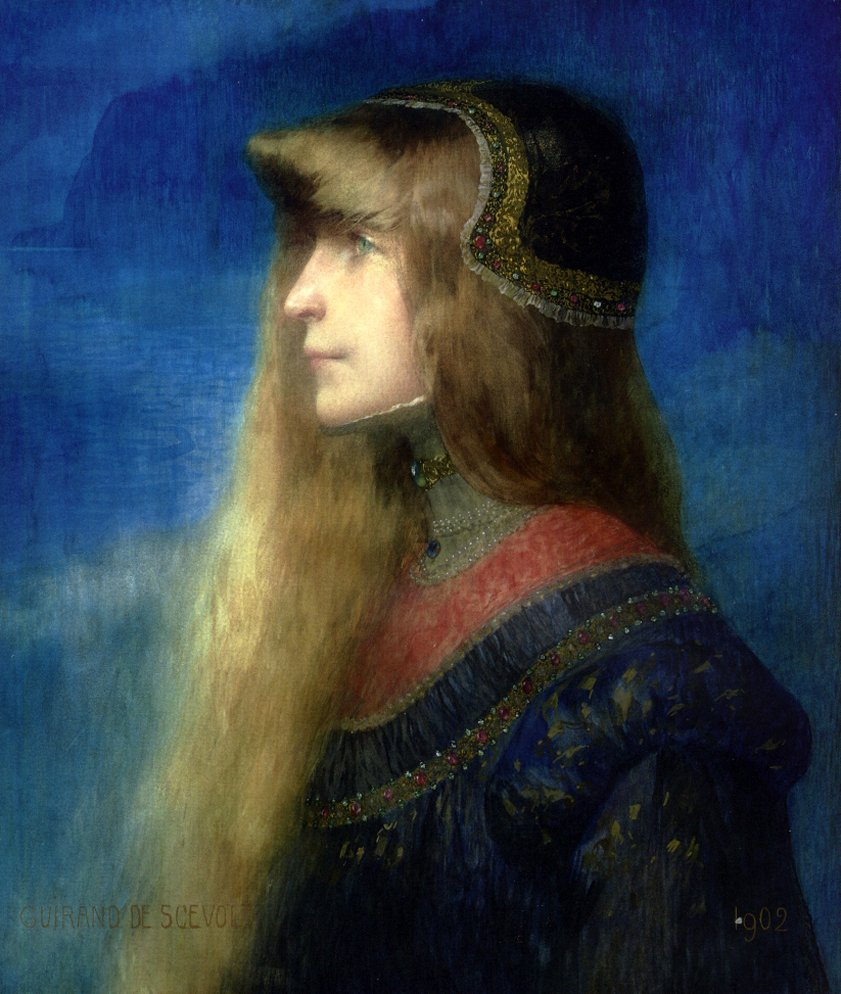
La figlia del re

## Salon
Salon della "Société nationale des beaux-arts":
- 1896: Portrait du peintre Abel Truchet dans son atelier, pastello
- 1908: Portrait du marquis de Massa, pastello[7]
- 1909: Portrait de M.lle W., pastello
- 1909: Cour d'honneur, pastello
- 1911: Portrait de M.lle Tiane, pastello
- 1912: Portrait de M. Pierre Lafitte, pastello
- 1913: Aïda Boni, de l'Opéra, pastello
- 1910: Portrait de M.me V. G., pastello
- 1920: Le Château de Versailles, pastello

## Mostre personali e collettive
- Galleria La Bodinière (rue Saint Lazare a Parigi), dal 16 febbraio al 15 marzo 1895, con E. Berton, Ch. Schuller.
La chronique des Arts per l'occasione scrisse:

- Unione dei circoli artistici
- "Société des artistes français"
- "Société des aquarellistes français"
- Esposizione di Saint Louis
- Esposizione di Liegi
- Esposizione di Londra
- 1910: Esposizione di Gand
- 1923: Parigi, galleria Georges Petit
- 1935: Roma, Galleria Borghese

## Premi e onorificenze
- "Société des artistes français": menzione d'onore nel 1897, medaglia di bronzo nel 1900.
- "Société nationale des beaux-arts": Premio "Puvis de Chavanne" del 1934, per il quadro "L'Atelier" e numerose altre pitture e pastelli.
- 1898: nominato Ufficiale d'Accademia.
- 1910: nominato Cavaliere della Légion d'honneur.
- 1914: nominato Ufficiale della Légion d'honneur.
- 1918: Croce di guerra 1914-1918.
- 1935: nominato Commendatore della Légion d'honneur.